# Campionati europei di atletica leggera 2024 - 100 metri piani femminili
La gara dei 100 metri piani femminili dei campionati europei di atletica leggera 2024 si è svolta l'8 e il 9 giugno allo Stadio Olimpico di Roma, in Italia.

## Podio
| Pos.    | Atleta           | Nazionalità   | Tempo |
| ------- | ---------------- | ------------- | ----- |
| Oro     | Dina Asher-Smith | Gran Bretagna | 10"99 |
| Argento | Ewa Swoboda      | Polonia       | 11"03 |
| Bronzo  | Zaynab Dosso     | Italia        | 11"03 |

## Situazione pre-gara

### Record
Prima di questa competizione, il record del mondo, il record europeo e il record dei campionati erano i seguenti.
| Record                | Prestazione | Atleta                               | Data e luogo                             | Competizione            |
| --------------------- | ----------- | ------------------------------------ | ---------------------------------------- | ----------------------- |
| Record mondiale       | 10"49       | Florence Griffith-Joyner Stati Uniti | 16 luglio 1988 Indianapolis, Stati Uniti | US Olympic Trials       |
| Record europeo        | 10"73       | Christine Arron Francia              | 19 agosto 1998 Budapest, Ungheria        | Campionati europei 1998 |
| Record dei campionati | 10"73       | Christine Arron Francia              | 19 agosto 1998 Budapest, Ungheria        | Campionati europei 1998 |

### Campionessa in carica
La campionessa europea in carica era:
| Campione | Atleta                     | Prestazione | Data e luogo                               | Competizione            |
| -------- | -------------------------- | ----------- | ------------------------------------------ | ----------------------- |
| Europea  | Gina Lückenkemper Germania | 10"99       | 16 agosto 2022 Monaco di Baviera, Germania | Campionati europei 2022 |

### La stagione
Prima di questa gara, le atlete con le migliori tre prestazioni europee dell'anno erano:
| Pos. | Atleta                         | Prestazione | Data e luogo                         |
| ---- | ------------------------------ | ----------- | ------------------------------------ |
| 1    | Daryll Neita Gran Bretagna     | 10"98       | 10 maggio 2024 Doha, Qatar           |
| 1    | Dina Asher-Smith Gran Bretagna | 10"98       | 25 maggio 2024 Eugene, Stati Uniti   |
| 3    | Imani Lansiquot Gran Bretagna  | 11"02       | 20 aprile 2024 Clermont, Stati Uniti |

## Risultati

### Batterie di qualificazione
Le batterie di qualificazione si sono tenute l'8 giugno a partire dalle ore 10:50.
Passano alle semifinali le prime quattordici più veloci (q).
Le 12 atlete che al 30 maggio hanno registrato le migliori prestazioni europee secondo la Road to Rome, insieme al possessore della Wild Card (campione europeo in carica) accedono direttamente ai turni di semifinale, salvo rinuncia o mancata conferma alla partecipazione alla manifestazione.

#### Batteria 1
| Pos | Corsia | Atleta                | Nazionalità | Tempo | Note |
| --- | ------ | --------------------- | ----------- | ----- | ---- |
| 1   | 7      | Rani Rosius           | Belgio      | 11"20 | q    |
| 2   | 5      | Géraldine Frey        | Svizzera    | 11"25 | q    |
| 3   | 8      | Olivia Fotopoulou     | Cipro       | 11"27 | q    |
| 4   | 4      | Jennifer Montag       | Germania    | 11"31 | q    |
| 5   | 2      | Lotta Kemppinen       | Finlandia   | 11"32 | q    |
| 6   | 6      | Lorène Bazolo         | Portogallo  | 11"35 | q    |
| 7   | 9      | Alessandra Gasparelli | San Marino  | 11"60 | =    |
| 8   | 3      | Gayane Chiloyan       | Armenia     | 11"98 |      |

#### Batteria 2
| Pos | Corsia | Atleta                  | Nazionalità | Tempo | Note                                     |
| --- | ------ | ----------------------- | ----------- | ----- | ---------------------------------------- |
| 1   | 7      | Lisa Mayer              | Germania    | 11"20 | q                                        |
| 2   | 6      | Delphine Nkansa         | Belgio      | 11"28 | q                                        |
| 3   | 8      | Anna Bongiorni          | Italia      | 11"35 | q                                        |
| 4   | 9      | Maria Isabel Pérez      | Spagna      | 11"41 | q                                        |
| 5   | 3      | Dimitra Tsoukala        | Grecia      | 11"48 |                                          |
| 6   | 5      | Ivana Ilić              | Serbia      | 11"62 |                                          |
| 7   | 4      | Arialis Gandulla        | Portogallo  | 11"65 | Miglior prestazione personale stagionale |
| 8   | 2      | Marie-Charlotte Gastaud | Monaco      | 12"52 | =                                        |

#### Batteria 3
| Pos | Corsia | Atleta                 | Nazionalità   | Tempo | Note |
| --- | ------ | ---------------------- | ------------- | ----- | ---- |
| 1   | 2      | Polyniki Emmanouilidou | Grecia        | 11"21 | q =  |
| 2   | 3      | Amy Hunt               | Gran Bretagna | 11"26 | q    |
| 3   | 4      | Julia Henriksson       | Svezia        | 11"31 | q    |
| 4   | 8      | Karolína Maňasová      | Rep. Ceca     | 11"45 | q    |
| 5   | 5      | Viktória Forster       | Slovacchia    | 11"50 |      |
| 6   | 7      | Magdalena Lindner      | Austria       | 11"52 |      |
| 7   | 6      | Rosalina Santos        | Portogallo    | 11"62 |      |

### Semifinali
Le semifinali si sono tenute il 9 giugno a partire dalle ore 21:13.
Passano alla finale le prime due atlete di ogni batteria (Q) e le successive due atlete più veloci (q).

#### Semifinale 1
| Pos | Corsia | Atleta                 | Nazionalità   | Tempo | Note                                     |
| --- | ------ | ---------------------- | ------------- | ----- | ---------------------------------------- |
| 1   | 6      | Ewa Swoboda            | Polonia       | 11"02 | Q                                        |
| 2   | 5      | Gina Lückenkemper      | Germania      | 11"06 | Q =                                      |
| 3   | 4      | Amy Hunt               | Gran Bretagna | 11"13 | q                                        |
| 4   | 8      | Polyniki Emmanouilidou | Grecia        | 11"21 |                                          |
| 5   | 3      | Rani Rosius            | Belgio        | 11"25 |                                          |
| 6   | 7      | Géraldine Frey         | Svizzera      | 11"29 |                                          |
| 7   | 9      | Anna Bongiorni         | Italia        | 11"32 | Miglior prestazione personale stagionale |
| 8   | 2      | Olivia Fotopoulou      | Cipro         | 11"40 |                                          |

#### Semifinale 2
| Pos | Corsia | Atleta               | Nazionalità   | Tempo | Note                          |
| --- | ------ | -------------------- | ------------- | ----- | ----------------------------- |
| 1   | 5      | Dina Asher-Smith     | Gran Bretagna | 10"96 | Q                             |
| 2   | 7      | Gémima Joseph        | Francia       | 11"06 | Q                             |
| 3   | 6      | Mujinga Kambundji    | Svizzera      | 11"09 | q                             |
| 4   | 8      | Delphine Nkansa      | Belgio        | 11"21 | Miglior prestazione personale |
| 5   | 9      | Lorène Dorcas Bazolo | Portogallo    | 11"32 |                               |
| 6   | 4      | Rebekka Haase        | Germania      | 11"35 |                               |
| 7   | 3      | Maria Isabel Pérez   | Spagna        | 11"51 |                               |
| 8   | 2      | Lotta Kemppinen      | Finlandia     | 11"44 |                               |

#### Semifinale 3
| Pos | Corsia | Atleta                 | Nazionalità | Tempo | Note                                   |
| --- | ------ | ---------------------- | ----------- | ----- | -------------------------------------- |
| 1   | 5      | Patrizia van der Weken | Lussemburgo | 11"00 | Q                                      |
| 2   | 6      | Zaynab Dosso           | Italia      | 11"01 | Q                                      |
| 3   | 7      | Boglárka Takács        | Ungheria    | 11"16 |                                        |
| 4   | 9      | Karolína Maňasová      | Rep. Ceca   | 11"17 | Miglior prestazione nazionale under 23 |
| 5   | 3      | Julia Henriksson       | Svezia      | 11"27 |                                        |
| 6   | 4      | Salomé Kora            | Svizzera    | 11"29 |                                        |
| 7   | 8      | Dimitra Tsoukala       | Grecia      | 11"44 |                                        |
| -   | 2      | Viktória Forster       | Slovacchia  | dns   |                                        |

### Finale
La finale si è tenuta il 9 giugno alle ore 22:53.
| Pos     | Corsia | Atleta                 | Nazionalità   | Tempo | Note   |
| ------- | ------ | ---------------------- | ------------- | ----- | ------ |
| Oro     | 4      | Dina Asher-Smith       | Gran Bretagna | 10"99 |        |
| Argento | 6      | Ewa Swoboda            | Polonia       | 11"03 | (.025) |
| Bronzo  | 5      | Zaynab Dosso           | Italia        | 11"03 | (.029) |
| 4       | 7      | Patrizia van der Weken | Lussemburgo   | 11"04 |        |
| 5       | 8      | Gina Lückenkemper      | Germania      | 11"07 |        |
| 6       | 3      | Gémima Joseph          | Francia       | 11"08 |        |
| 7       | 2      | Amy Hunt               | Gran Bretagna | 11"15 | (.143) |
| 8       | 9      | Mujinga Kambundji      | Svizzera      | 11"15 | (.148) |